# The Singles 81→85
The Singles 81→85 je kompilační album britské hudební skupiny Depeche Mode, vydané 14. října 1985.

## Seznam skladeb
Všechny skladby napsal(i) Martin Gore, pokud není uvedeno jinak. 
| CD             | CD                     | CD             | CD                      | CD    |
| Pořadí         | Název                  | Autor          | Album                   | Délka |
| -------------- | ---------------------- | -------------- | ----------------------- | ----- |
| 1.             | Dreaming of Me         | Vince Clarke   |                         | 3:46  |
| 2.             | New Life               | Clarke         | Speak & Spell           | 3:45  |
| 3.             | Just Can't Get Enough  | Clarke         | Speak & Spell           | 3:44  |
| 4.             | See You                |                | A Broken Frame          | 3:57  |
| 5.             | The Meaning of Love    |                | A Broken Frame          | 3:05  |
| 6.             | Leave in Silence       |                | A Broken Frame          | 4:02  |
| 7.             | Get the Balance Right! |                |                         | 3:15  |
| 8.             | Everything Counts      |                | Construction Time Again | 3:59  |
| 9.             | Love, in Itself        |                | Construction Time Again | 4:00  |
| 10.            | People Are People      |                | Some Great Reward       | 3:46  |
| 11.            | Master and Servant     |                | Some Great Reward       | 3:47  |
| 12.            | Blasphemous Rumours    |                | Some Great Reward       | 5:09  |
| 13.            | Somebody               |                | Some Great Reward       | 4:22  |
| 14.            | Shake the Disease      |                |                         | 4:49  |
| 15.            | It's Called a Heart    |                |                         | 3:51  |
| Celková délka: | Celková délka:         | Celková délka: | Celková délka:          | 59:17 |